# Apidae
Gli Apidi (Apidae Latreille, 1802) sono una grande famiglia di insetti dell'ordine degli Imenotteri.

## Biologia
In riferimento al comportamento sociale, tra gli Apidae sono presenti sia api eusociali (Apis spp., Bombus spp.) che api solitarie (p.es. Amegilla spp., Xylocopa spp.), ma anche un elevato numero di specie cleptoparassite; rientrano in quest'ultima tipologia tutte le specie della sottofamiglia Nomadinae, e, tra gli Apinae, diverse specie delle tribù Anthophorini, Osirini (p.es. Epeoloides spp.), Euglossini (Exaerete spp. e Aglae spp).

## Tassonomia
Comprende circa 5000 specie e 177 generi, raggruppati in 3 sottofamiglie:

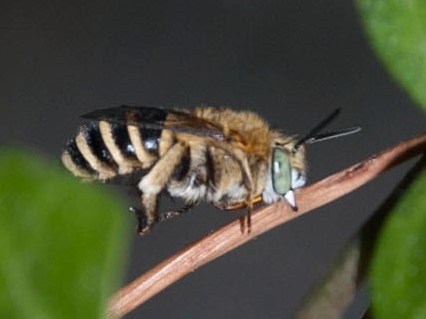
Amegilla albigena

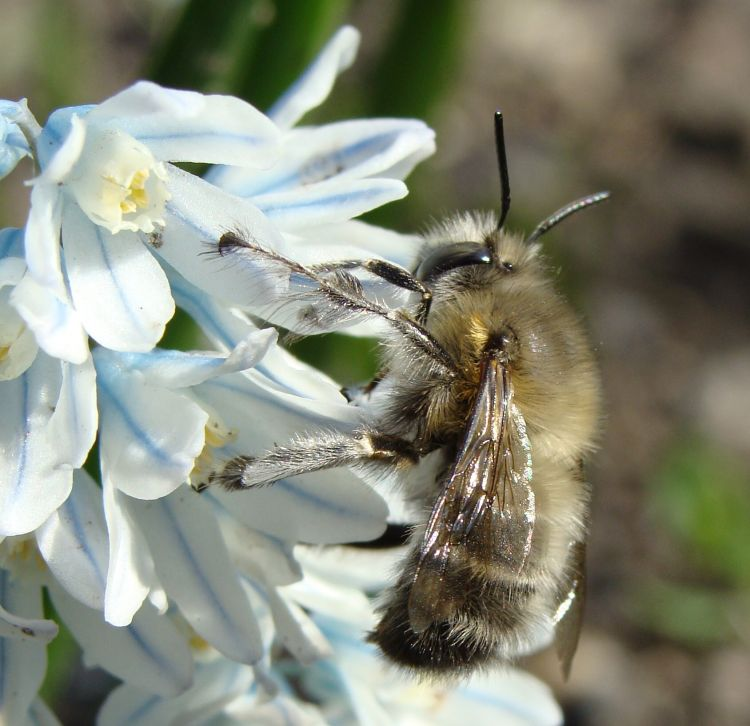
Anthophora plumipes

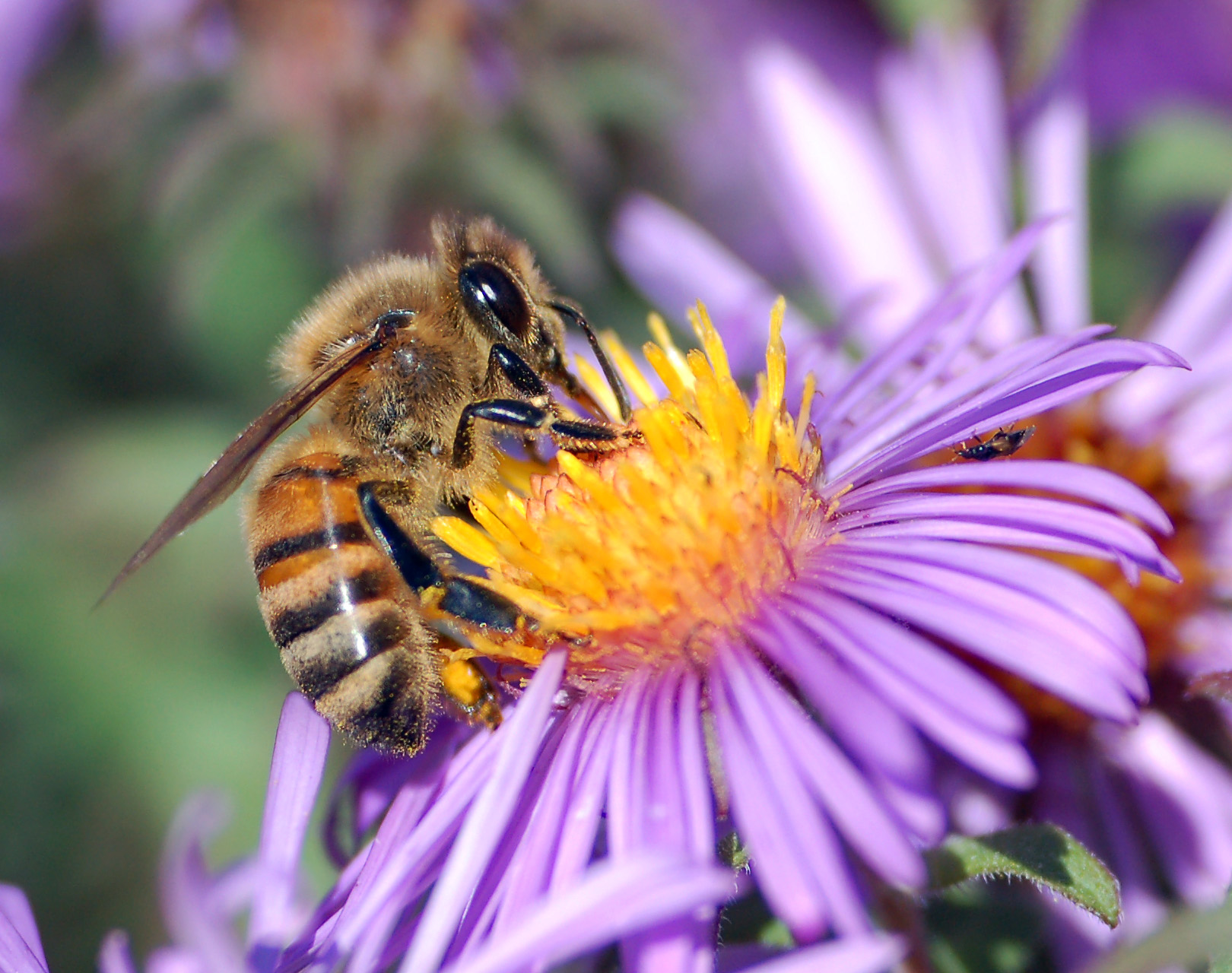
Apis mellifera

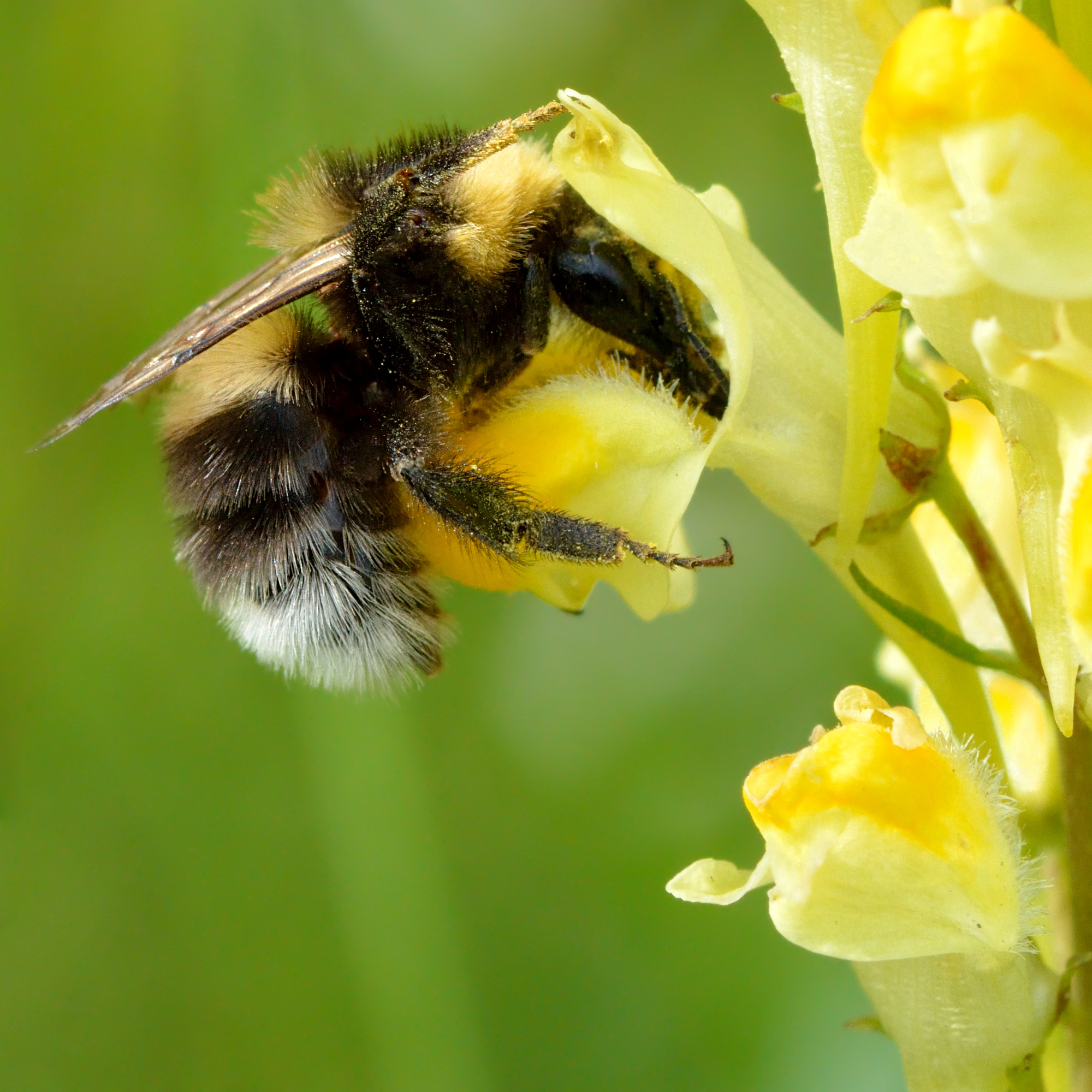
Bombus hortorum

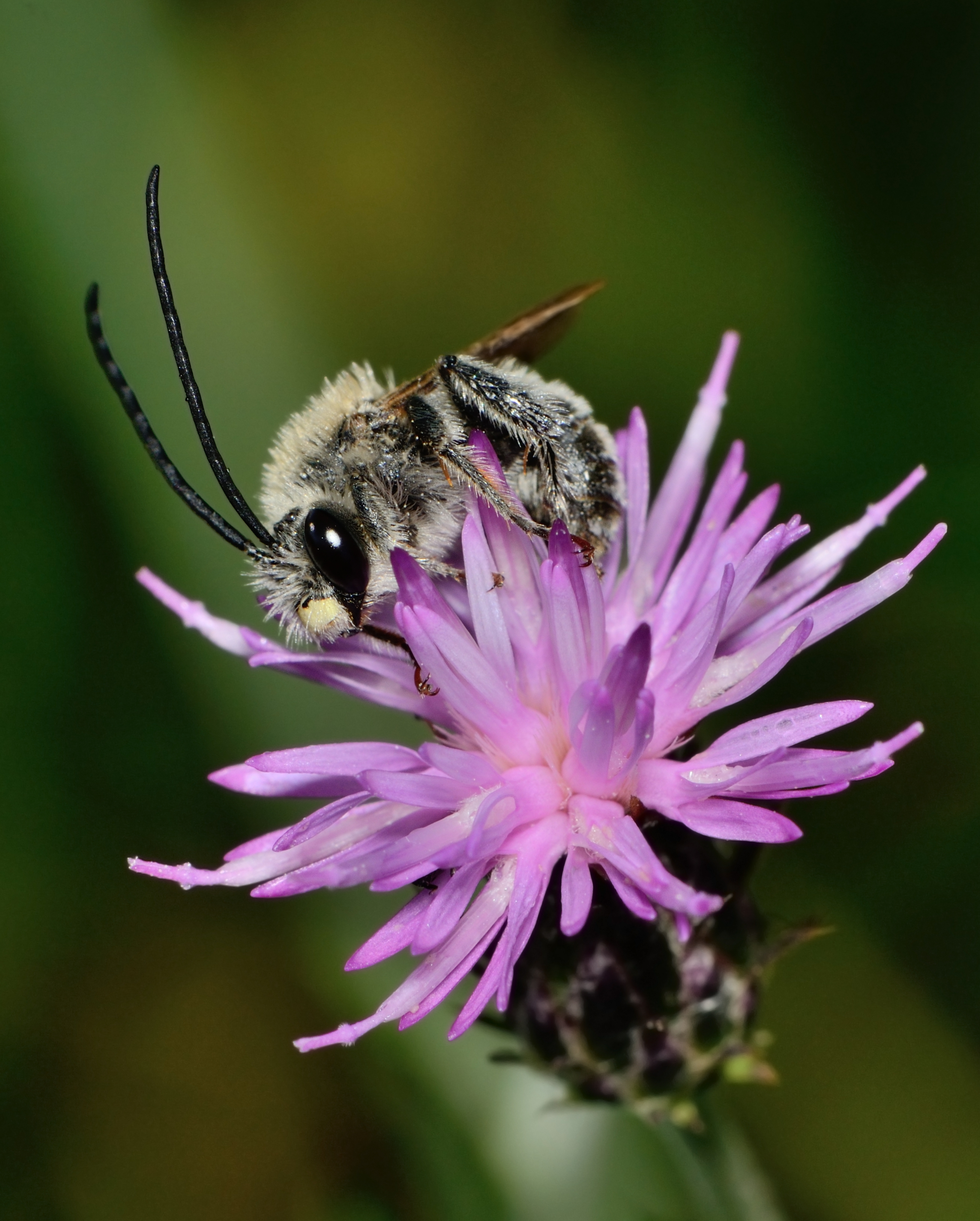
Eucera cinnamomea

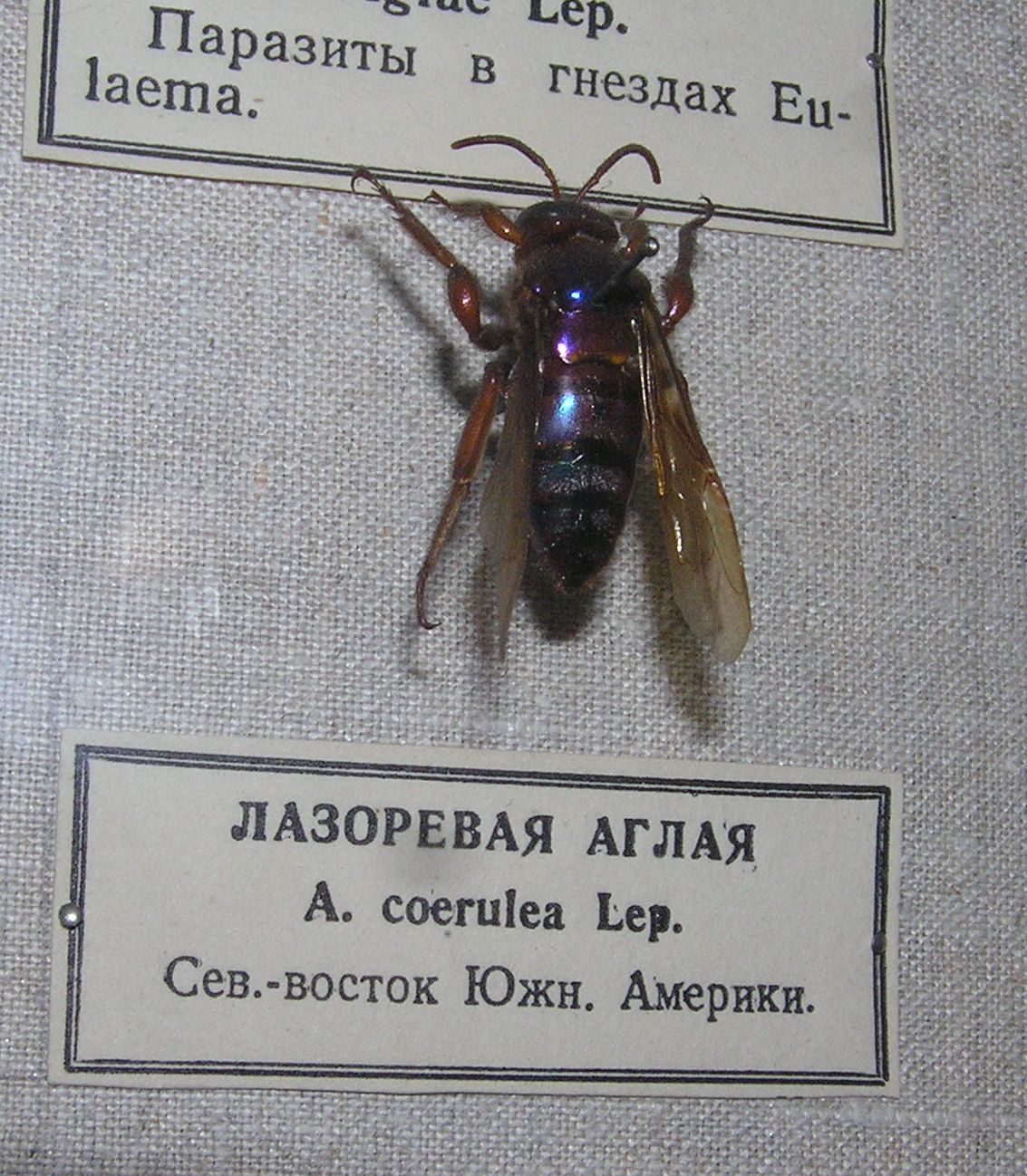
Aglae coerulea

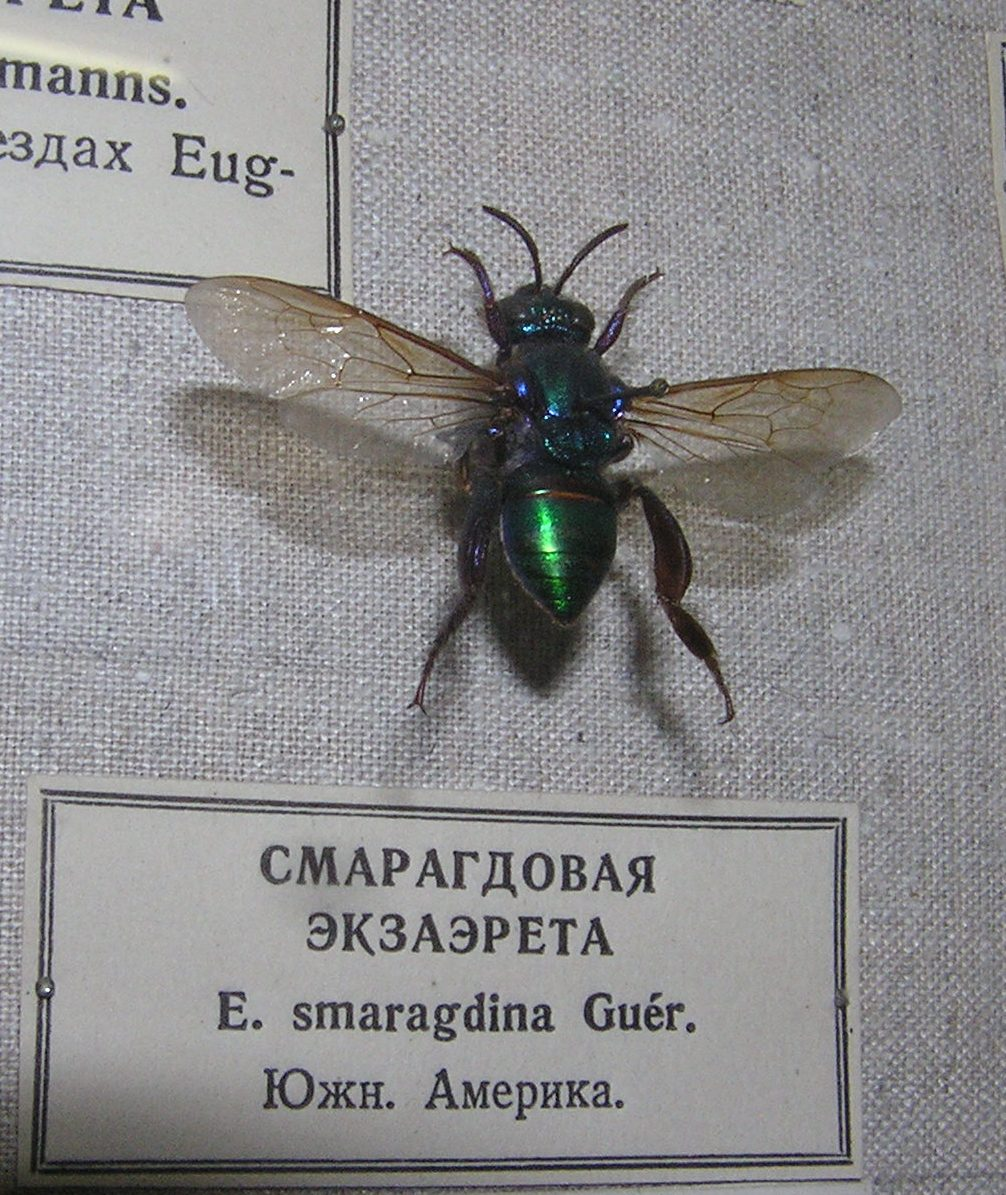
Exaerete smaragdina

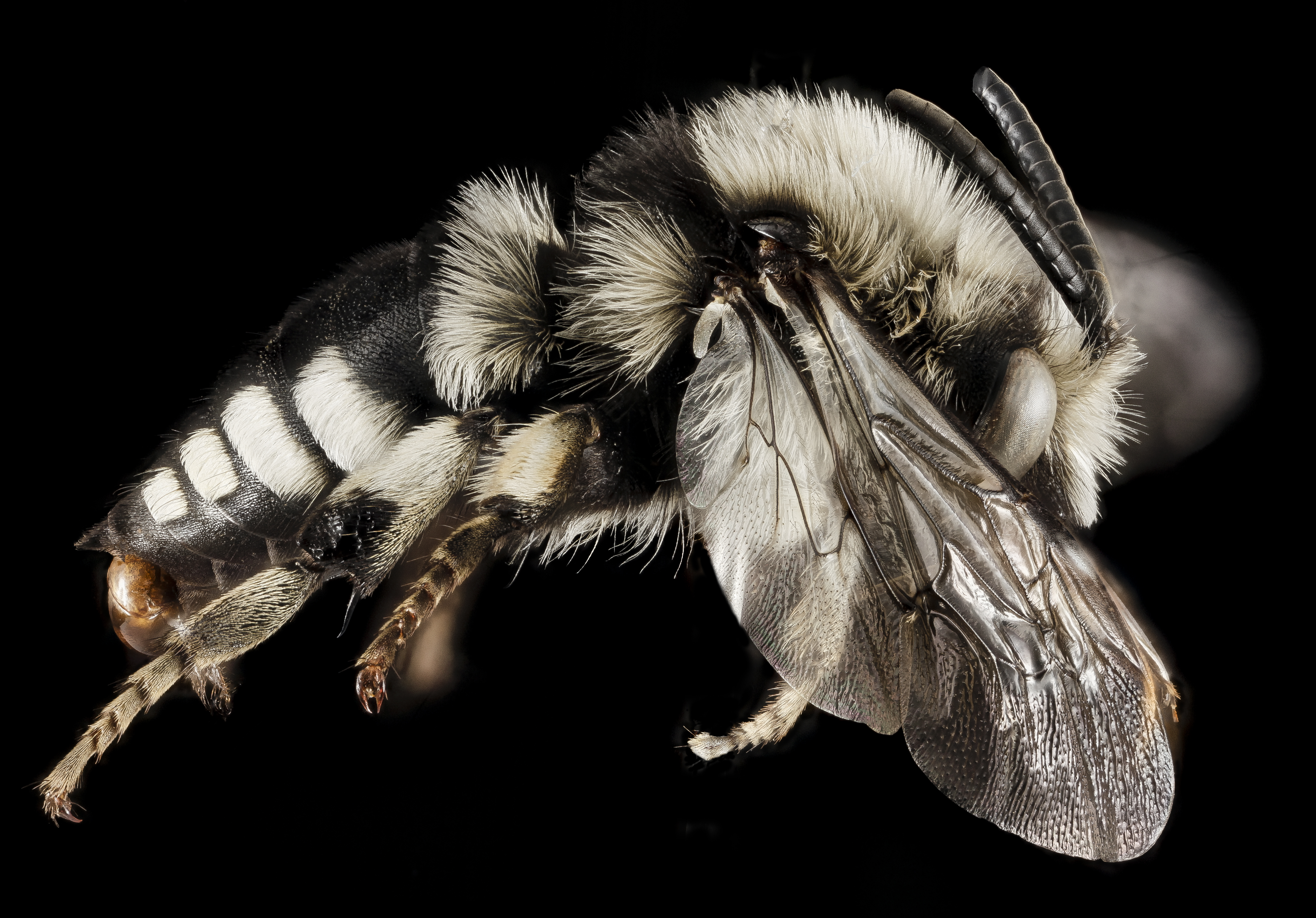
Melecta albifrons

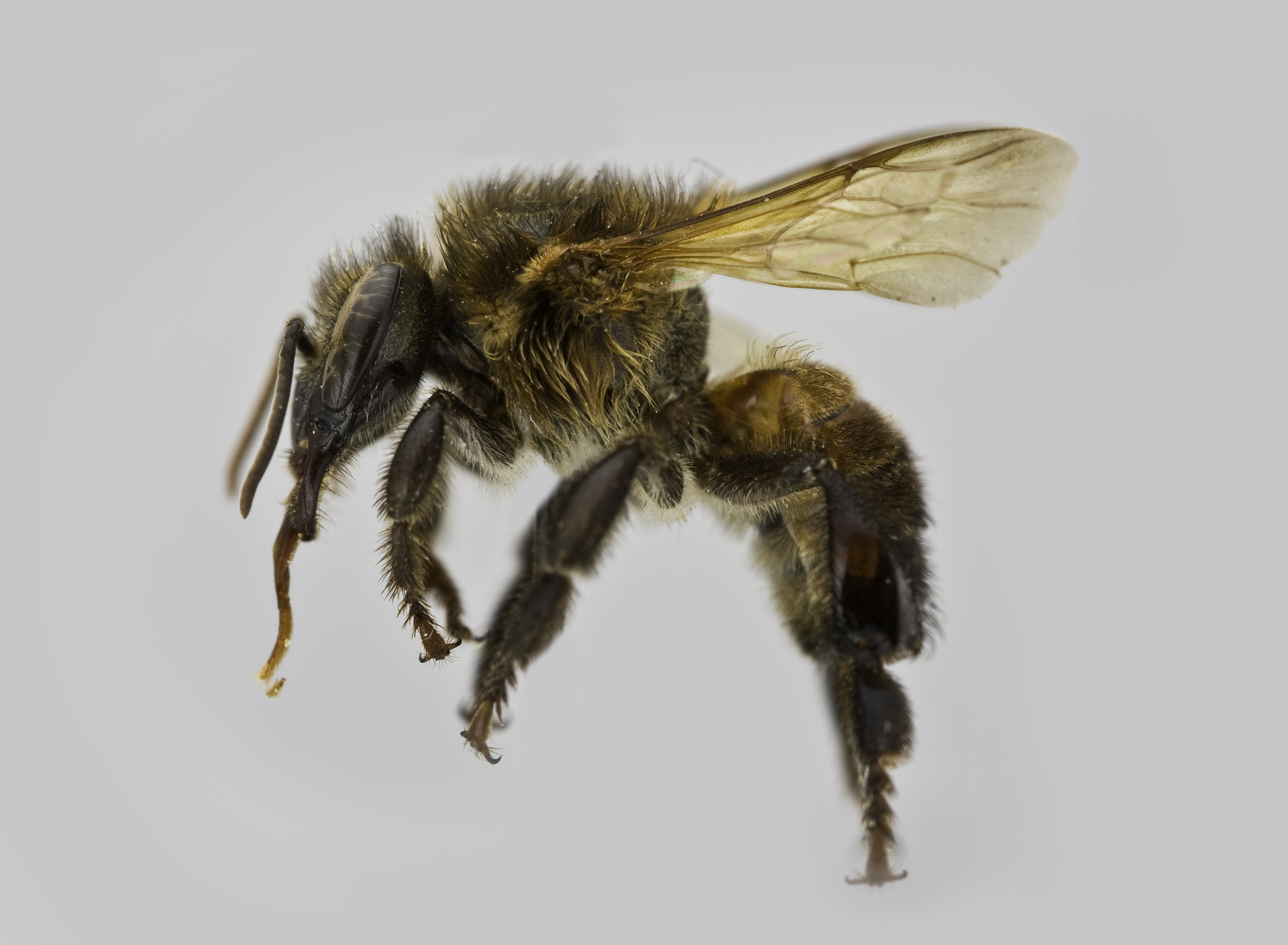
Melipona solani

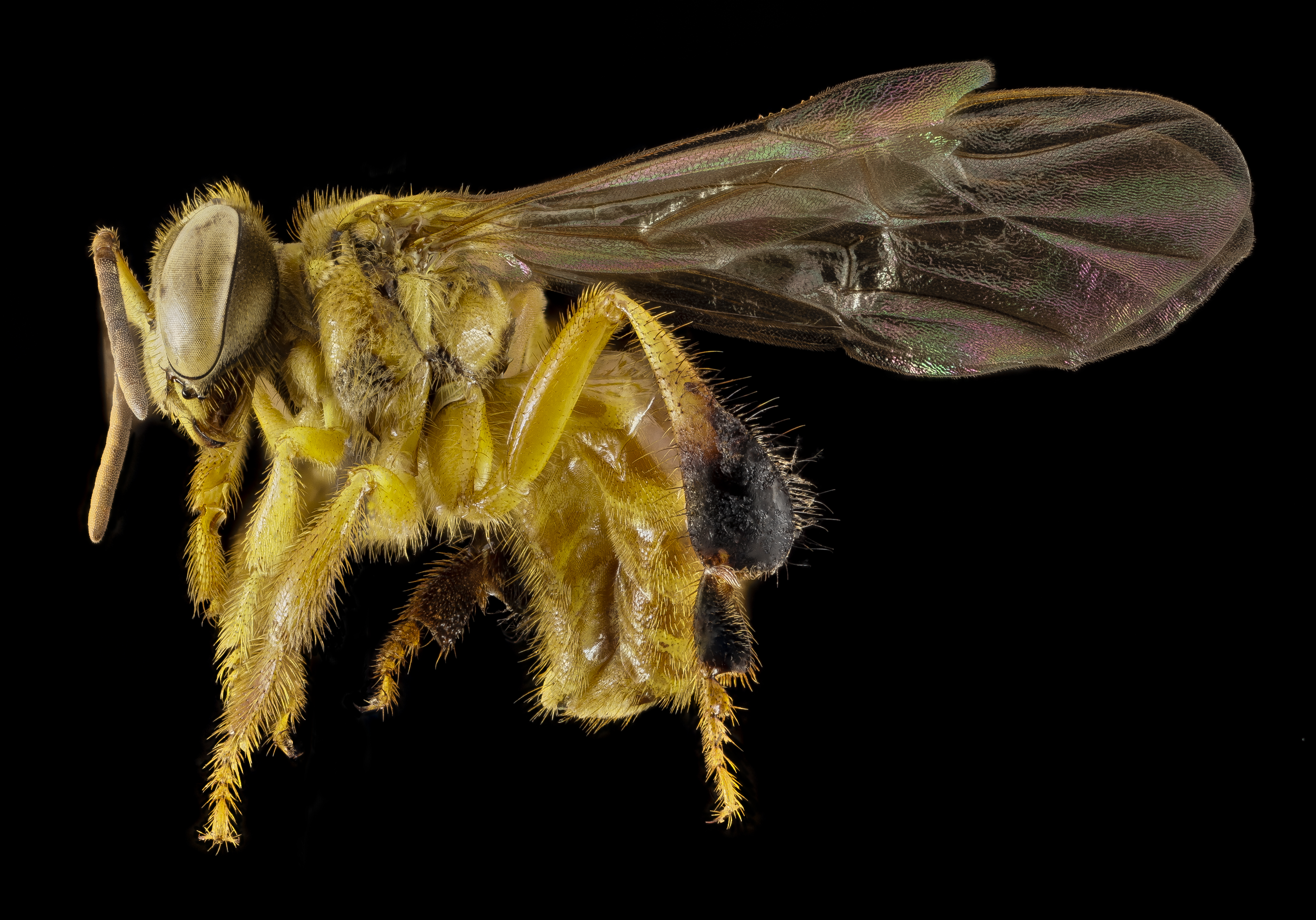
Tetragona sp.

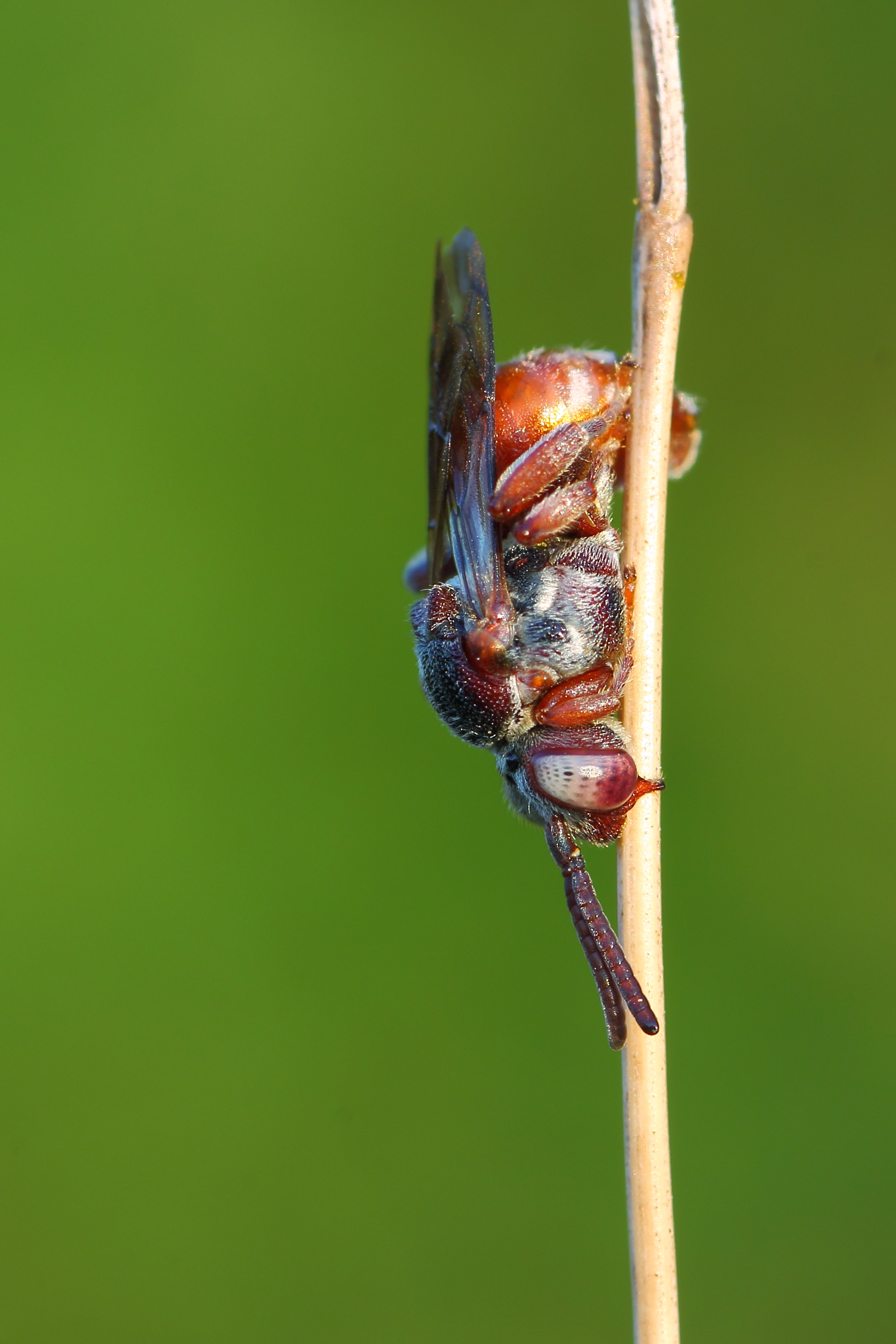
Epeoloides coecutiens

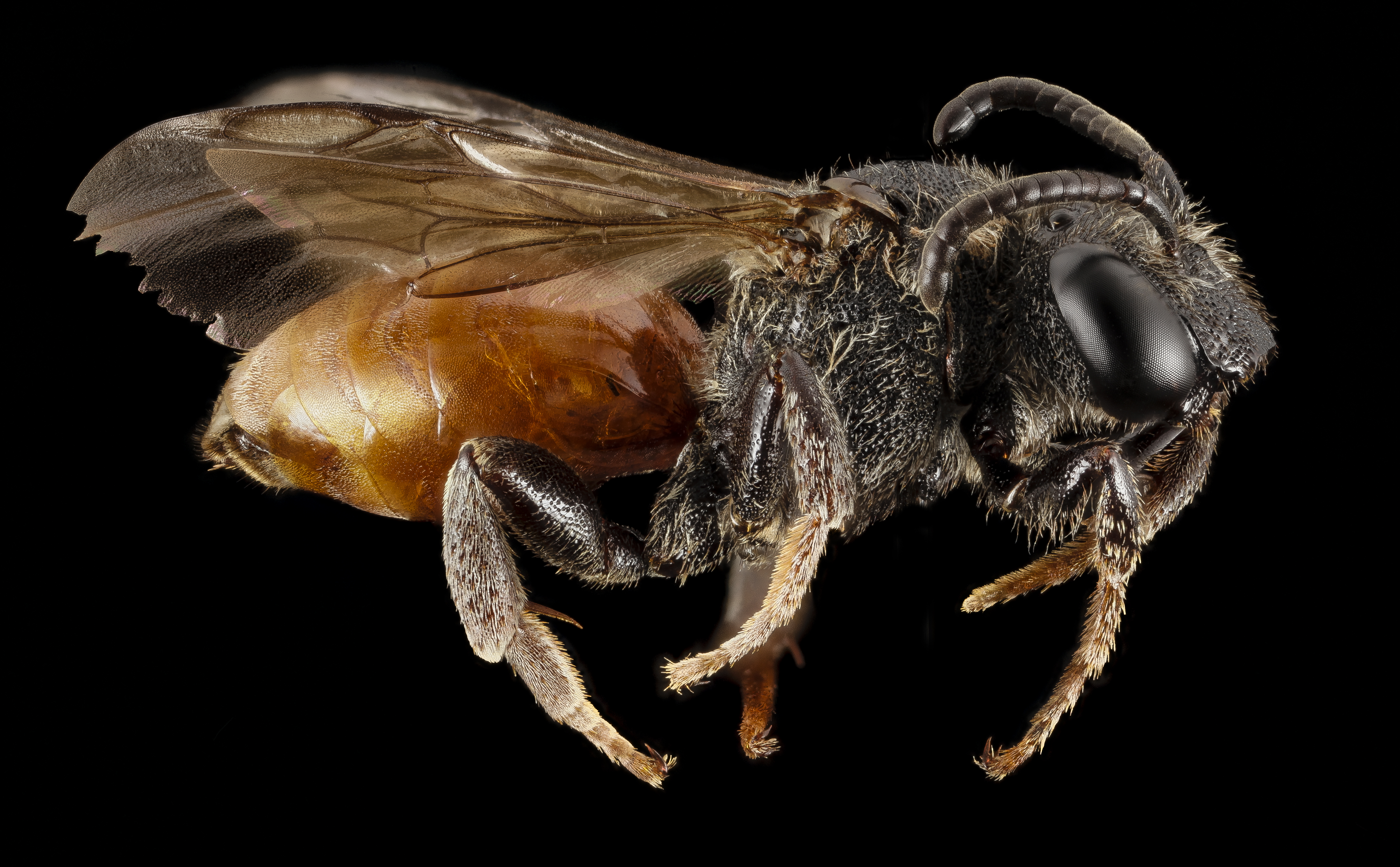
Ammobates muticus

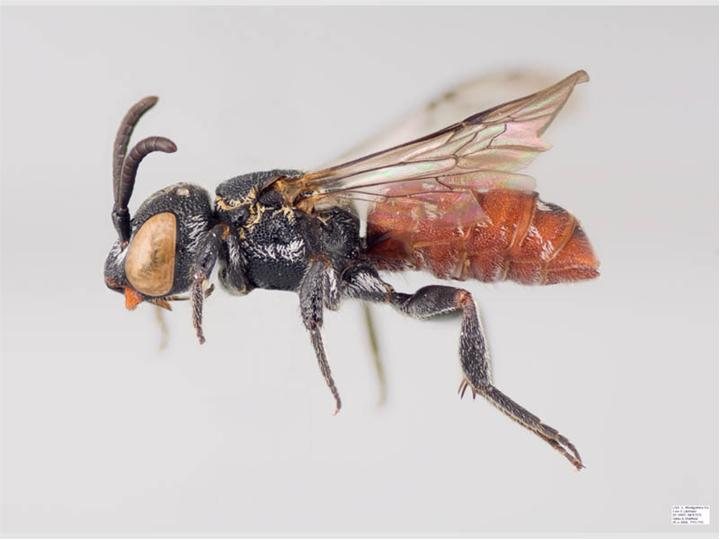
Holcopasites calliopsidis

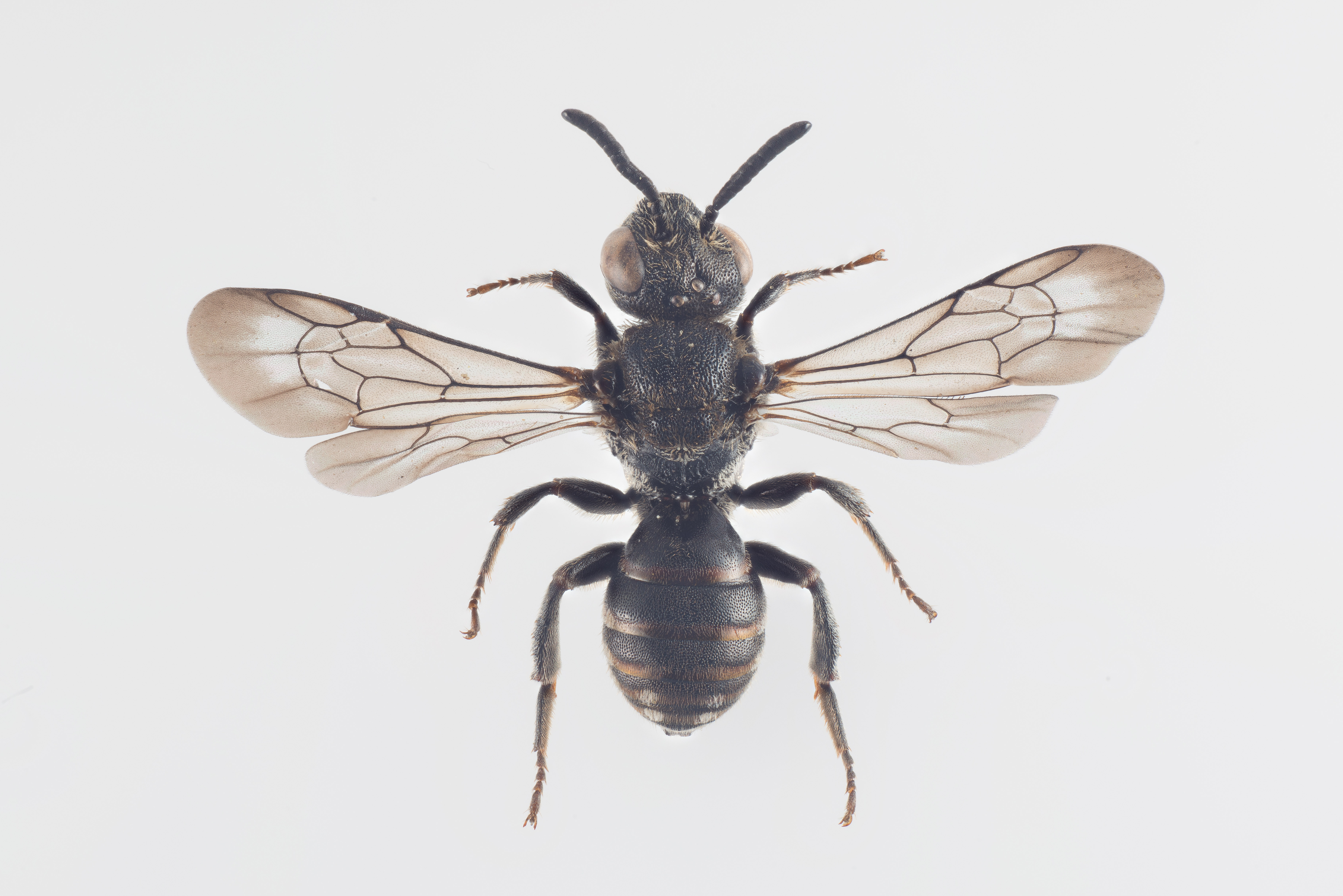
Biastes truncatus

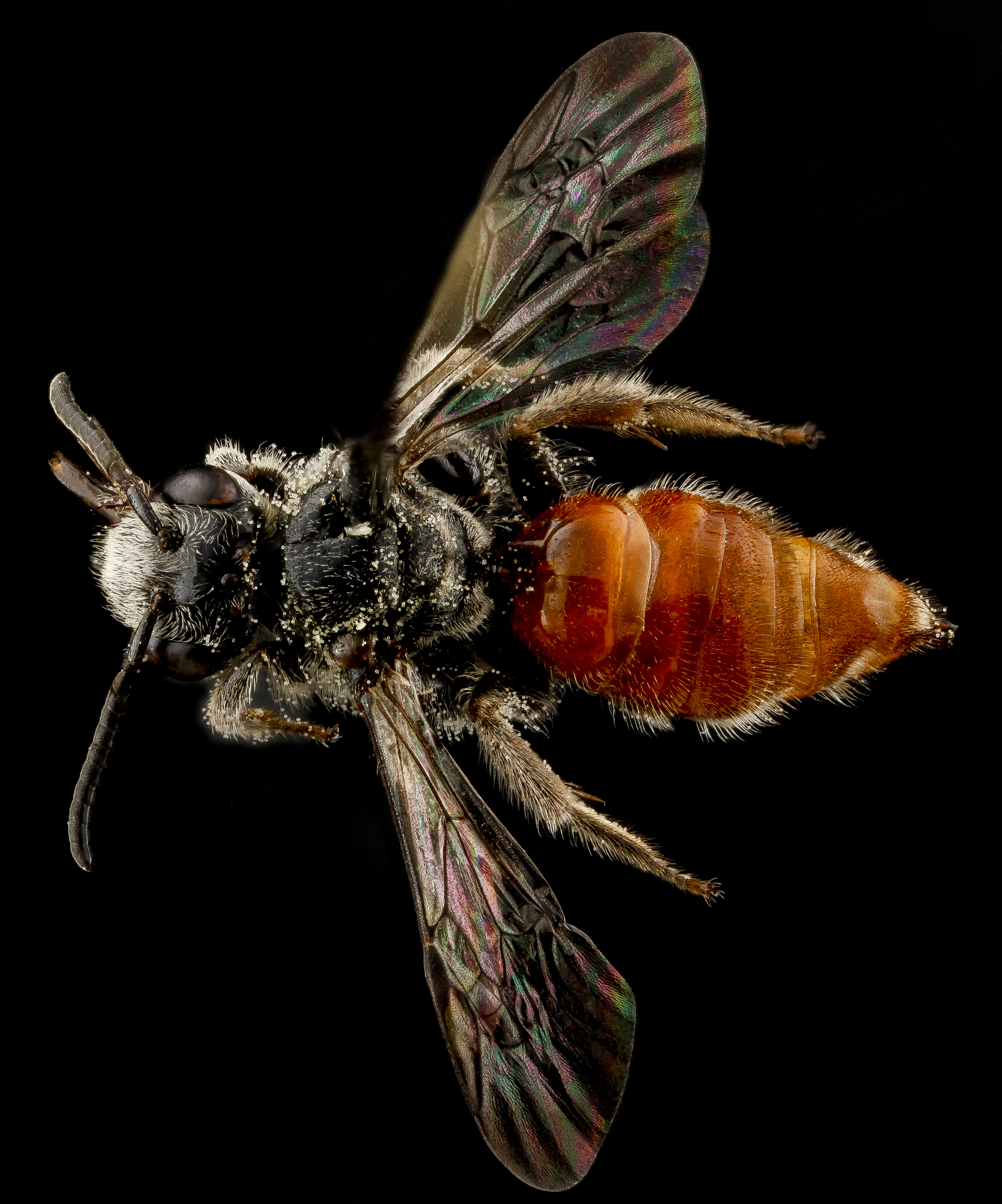
Brachynomada grindeliae

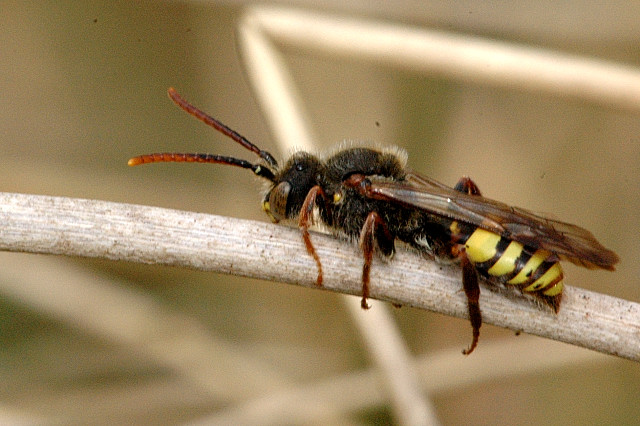
Nomada flava

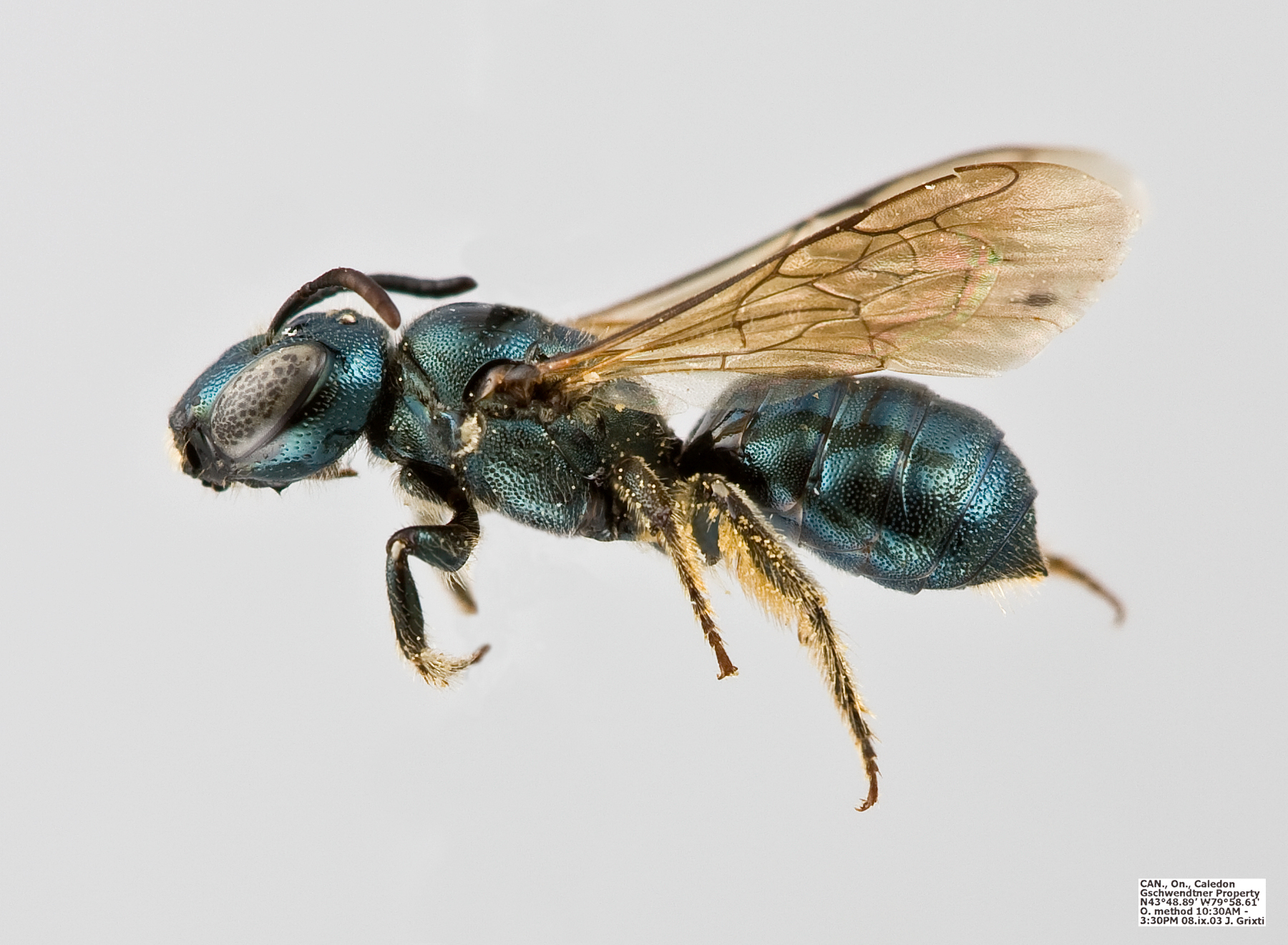
Ceratina calcarata

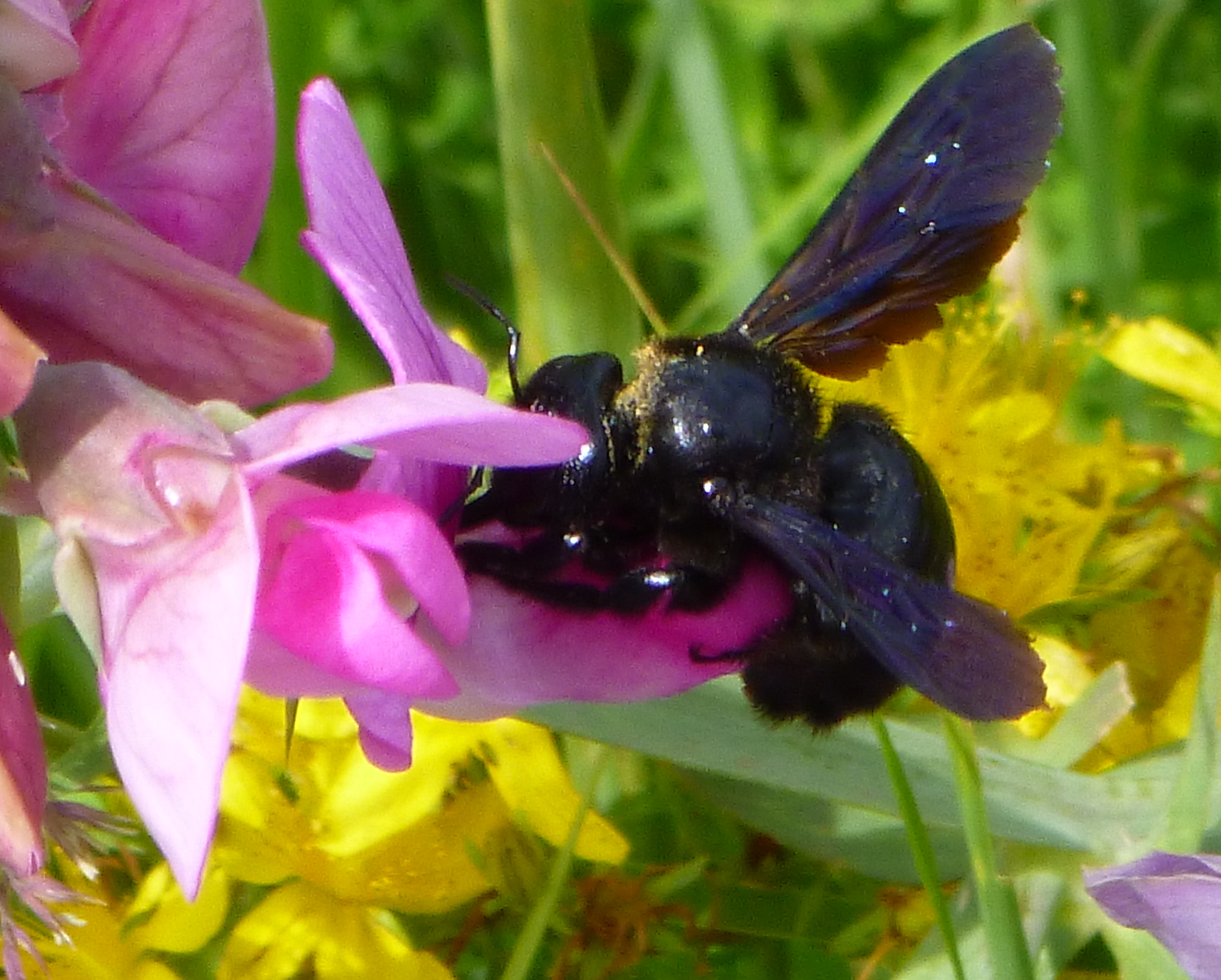
Xylocopa violacea

- Sottofamiglia Apinae
  - Tribù Ancylini
    - Ancyla Lepeletier
    - Tarsalia Morawitz

  - Tribù Anthophorini
    - Amegilla Friese, 1897 (> 250 spp,)
    - Anthophora Latreille, 1803 (> 350 spp.)
    - Deltoptila LaBerge & Michener, 1963 (10 spp.)
    - Elaphropoda Lieftinck, 1966 (11 spp.)
    - Habrophorula Lieftinck, 1974 (3 spp.)
    - Habropoda Smith, 1854 (60 spp.)
    - Pachymelus Smith, 1879 (20 spp.)

  - Tribù Apini
    - Apis Linnaeus (27 spp.)

  - Tribù Bombini
    - Bombus Latreille, 1802 (251 spp.)

  - Tribù Centridini
    - Centris Fabricius
    - Epicharis Klug

  - Tribù Ctenoplectrini
    - Ctenoplectra Kirby
    - Ctenoplectrina Cockerell

  - Tribù Emphorini
    - Alepidosceles Moure
    - Ancyloscelis Latreille
    - Diadasia Patton
    - Diadasina Moure
    - Meliphilopsis Roig-Alsina
    - Melitoma Lepeletier & Serville
    - Melitomella Roig-Alsina
    - Ptilothrix Smith
    - Toromelissa Roig-Alsina

  - Tribù Ericrocidini
    - Acanthopus Klug
    - Aglaomelissa Snelling & Brooks
    - Ctenioschelus Romand
    - Epiclopus Spinola
    - Ericrocis Cresson
    - Hopliphora Lepeletier
    - Mesocheira Lepeletier & Serville
    - Mesonychium Lepeletier & Serville
    - Mesoplia Lepeletier

  - Tribù Eucerini
    - Agapanthinus LaBerge 
    - Alloscirtetica Holmberg 
    - Canephorula Jörgensen 
    - Cemolobus Robertson 
    - Cubitalia Friese 
    - Eucera Scopoli, 1770 (258 spp.)
    - Eucerinoda Michener & Moure 
    - Florilegus Robertson 
    - Gaesischia Michener, LaBerge & Moure 
    - Gaesochira Moure & Michener 
    - Hamatothrix Urban 
    - Lophothygater Moure & Michener 
    - Martinapis Cockerell 
    - Melissodes Latreille 
    - Melissoptila Holmberg 
    - Micronychapis Moure & Michener 
    - Notolonia Popov 
    - Pachysvastra Moure & Michener 
    - Peponapis Robertson 
    - Platysvastra Moure 
    - Santiago Urban 
    - Simanthedon Zavortink 
    - Svastra Holmberg 
    - Svastrides Michener, LaBerge & Moure 
    - Svastrina Moure & Michener 
    - Syntrichalonia LaBerge 
    - Tetralonia Spinola 
    - Tetraloniella Ashmead 
    - Thygater Holmberg 
    - Trichocerapis Cockerell
    - Xenoglossa Smith

  - Tribù Euglossini
    - Aglae Lepeletier & Serville, 1825 (1 sp.)
    - Eufriesea Cockerell, 1908 (62 spp.)
    - Euglossa Latreille, 1802 (112 spp.)
    - Eulaema Lepeletier, 1841 (25 spp.)
    - Exaerete Hoffmannsegg, 1817 (6 spp.)

  - Tribù Exomalopsini
    - Anthophorula Cockerell
    - Chilimalopsis Toro
    - Eremapis Ogloblin
    - Exomalopsis Spinola
    - Teratognatha Ogloblin

  - Tribù Isepeolini
    - Isepeolus Cockerell
    - Melectoides Taschenberg

  - Tribù Melectini
    - Afromelecta Lieftinck
    - Brachymelecta Linsley
    - Melecta Latreille
    - Sinomelecta Baker
    - Tetralonioidella Strand
    - Thyreus Panzer
    - Xeromelecta Linsley
    - Zacosmia Ashmead

  - Tribù Meliponini
    - Austroplebeia Moure
    - Camargoia Moure
    - Cephalotrigona Schwarz
    - Cleptotrigona Moure
    - Dactylurina Cockerell
    - Hypotrigona Cockerell
    - Kelneriapis Sakagami
    - Lestrimelitta Friese
    - Liotrigona Moure
    - Lisotrigona Moure
    - Melipona Illiger
    - Meliponorytes Tosi
    - Meliponula Cockerell
    - Meliwillea Roubik, Segura & Camargo
    - Nannotrigona Cockerell
    - Nogueirapis Moure
    - Oxytrigona Cockerell
    - Paratrigona Schwarz
    - Pariotrigona Moure
    - Partamona Schwarz
    - Plebeia Schwarz
    - Plebeina Moure
    - Proplebeia Michener
    - Scaptotrigona Moure
    - Tetragona Lepeletier & Serville
    - Trichotrigona Camargo & Moure
    - Trigona Jurine
    - Trigonisca Moure

  - Tribù Osirini
    - Epeoloides Giraud, 1863 (2 spp.)
    - Osirinus Roig-Alsina, 1989
    - Osiris Smith, 1854
    - Parepeolus Ducke, 1912
    - Protosiris Roig-Alsina, 1989

  - Tribù Protepeolini
    - Leiopodus Smith

  - Tribù Rhathymini
    - Rhathymus Lepeletier & Serville

  - Tribù Tapinotaspidini
    - Arhysoceble Moure
    - Caenonomada Ashmead
    - Chalepogenus Holmberg
    - Monoeca Lepeletier & Serville
    - Paratetrapedia Moure
    - Tapinotaspis Holmberg
    - Tapinotaspoides Moure
    - Trigonopedia Moure

  - Tribù Tetrapediini
    - Coelioxoides Cresson
    - Tetrapedia Klug
- Sottofamiglia Nomadinae
  - Tribù Ammobatini
    - Ammobates Latreille
    - Melanempis Saussure
    - Oreopasites Cockerell
    - Parammobatodes Popov
    - Pasites Jurine
    - Sphecodopsis Bischoff
    - Spinopasites Warncke

  - Tribù Ammobatoidini
    - Aethammobates Baker
    - Ammobatoides Radoszkowski
    - Holcopasites Ashmead
    - Schmiedeknechtia Friese

  - Tribù Biastini
    - Biastes Panzer
    - Neopasites Ashmead
    - Rhopalolemma Roig-Alsina

  - Tribù Brachynomadini
    - Brachynomada Holmberg
    - Kelita Sandhouse
    - Paranomada Linsley & Michener
    - Trichonomada Michener
    - Triopasites Linsley

  - Tribù Caenoprosopidini
    - Caenoprosopina Roig-Alsina
    - Caenoprosopis Holmberg

  - Tribù Epeolini
    - Doeringiella Holmberg
    - Epeolus Latreille
    - Odyneropsis Schrottky
    - Rhinepeolus Moure
    - Rhogepeolus Moure
    - Thalestria Smith

  - Tribù Hexepeolini
    - Hexepeolus Linsley & Michener

  - Tribù Neolarrini
    - Neolarra Ashmead

  - Tribù Nomadini
    - Nomada Scopoli

  - Tribù Townsendiellini
    - Townsendiella Crawford
- Sottofamiglia Xylocopinae
  - Tribù Allodapini
    - Allodape Lepeletier & Serville
    - Allodapula Cockerell
    - Braunsapis Michener
    - Compsomelissa Alfken
    - Effractapis Michener
    - Eucondylops Brauns
    - Exoneura Smith
    - Exoneurella Michener
    - Exoneuridia Cockerell
    - Macrogalea Cockerell
    - Nasutapis Michener

  - Tribù Ceratinini
    - Ceratina Latreille (208 spp.)
    - Megaceratina Hirashima (1 sp.)

  - Tribù Manueliini
    - Manuelia Vachal (3 spp.)

  - Tribù Xylocopini
    - Xylocopa Latreille, 1802 (471 spp.)